# Cantó de Saint-Cyr-l'École
El cantó de Saint-Cyr-l'École és un cantó francès del departament d'Yvelines, situat al districte de Versalles i al districte de Saint-Germain-en-Laye. Des del 2015 té sis municipis i el cap és Saint-Cyr-l'École.

## Municipis
- Bois-d'Arcy
- Chavenay
- Fontenay-le-Fleury
- Rennemoulin
- Saint-Cyr-l'École
- Villepreux

## Història
| Data d'elecció                           | Identitat           | Partit        | Qualitat |
| ---------------------------------------- | ------------------- | ------------- | -------- |
| 1976-1985                                | Gilbert Gaston      | PCF           |          |
| 1985-1998                                | Anne Le Pivain      | Divers droite |          |
| 1998-2011                                | Claude Vuilliet     | PS            |          |
| 2011-                                    | Jean-Philippe Mallé | PS            |          |
| les dades anteriors no són pas conegudes |                     |               |          |
|                                          |                     |               |          |

## Demografia
| A partir de 1990: Població sense dobles comptes |